# Alma Bella
Alma Bella (Batangas, 13 de marzo de 1910-Nueva York, 11 de mayo de 2012) fue una actriz filipina que trabajó durante la época del cine mudo. Fue conocida por protagonizar la película muda Sa Pinto ng Langit.
También apareció en películas de terror como Satanas y Ulong Inasnan,  ambas de 1932. Algunas de las películas en las que apareció durante la era del cine mudo fueron Ang Mga Ulila y su primera película sonora fue Ang Punyal na Ginto.
Se mudó a Filippine Pictures e hizo tres películas allí: Ang Batang Tulisan, Dugong Hinugasan y Biyaya ni Bathala. En Del Monte Pictures, hizo dos apariciones en película: Pighati y Inang Pulot siendo su última película antes de la Segunda Guerra Mundial.
En 1948, Bella volvió al cine. Protagonizando la película 4 na Dalangin de Luis Nolasco Pictures. Su última película fue Irog, Paalam de Benito Bros.
Estuvo casada con Winston Leuiman de 1934 a 1946 y tuvo un hijo con él. Desde 1963 hasta su muerte en 1983, Bella también estuvo casada con William Tremont. Quienes adoptaron dos niños. Bella murió en Nueva York en 2012 a los 102 años.

## Filmografía
- 1932 - Sa Pinto ng Langit
- 1932 – Satanas
- 1932 - Ulong Inasnan
- 1933 - Pag-ibig ng Isang Kadete
- 1933 - Ang Punyal na Ginto
- 1933 - Ang Mga Ulila
- 1936 - Ama
- 1937 - Umaraw sa Hatinggabi
- 1937 - Magkapatid
- 1938 - Ang Batang Tulisan
- 1938 - Dugong Hinugasan
- 1938 - Biyaya ni Bathala
- 1939 - Pighati
- 1939 - Mga Pusong Lumuluha
- 1940 - Inang Pulot
- 1948 - 4 na Dalangin
- 1948 - Siete Dolores
- 1949 - Ang Lumang Simbahan
- 1950 - Pedro, Pablo, Juan at Jose
- 1950 - Aklat ng Pag-ibig
- 1951 - Irog, Paalam